# Ampelosaurus
Ampelosaurus ("lagarto da videira") é um titanossauro saurópode que viveu durante o período Cretáceo no que é hoje a Europa. Como a maioria dos saurópodes, tinha cauda e pescoço longos, mas também era dotado de uma armadura na forma de osteodermas sobre as costas. Este dinossauro media cerca de 15 metros (50 pés) do focinho à cauda. A atenção recente da mídia fez do Ampelosaurus um dos dinossauros mais famosos na França.

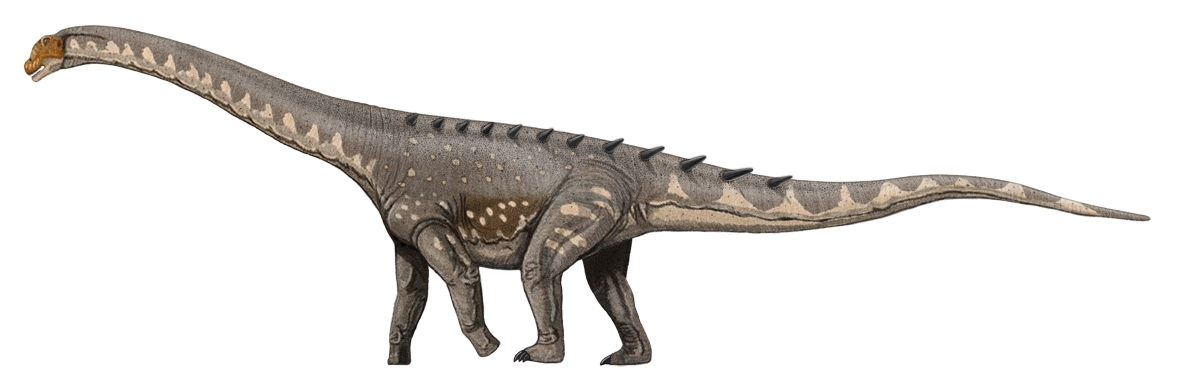
Ilustração de como teria sido o Ampelosaurus

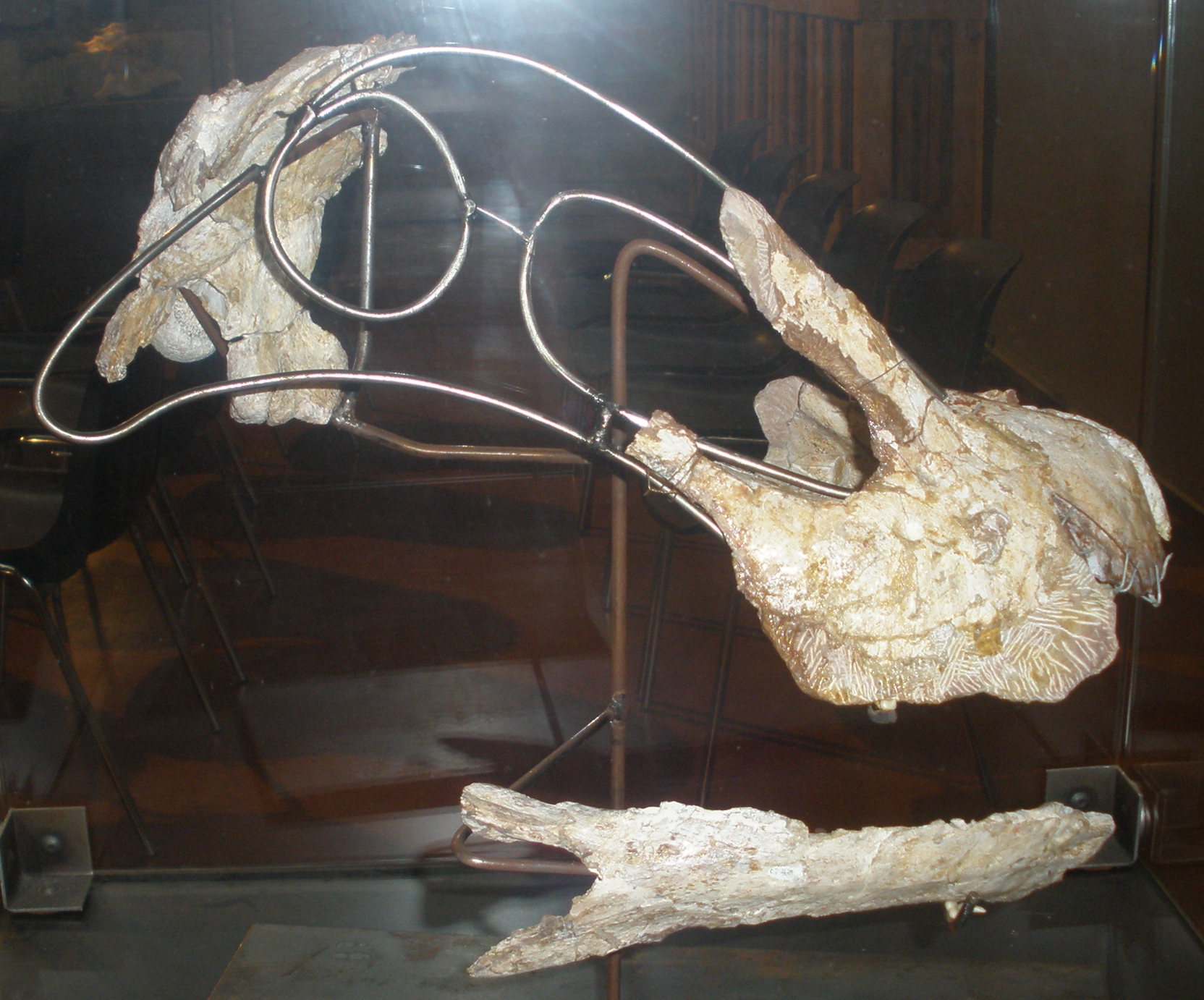
Crânio

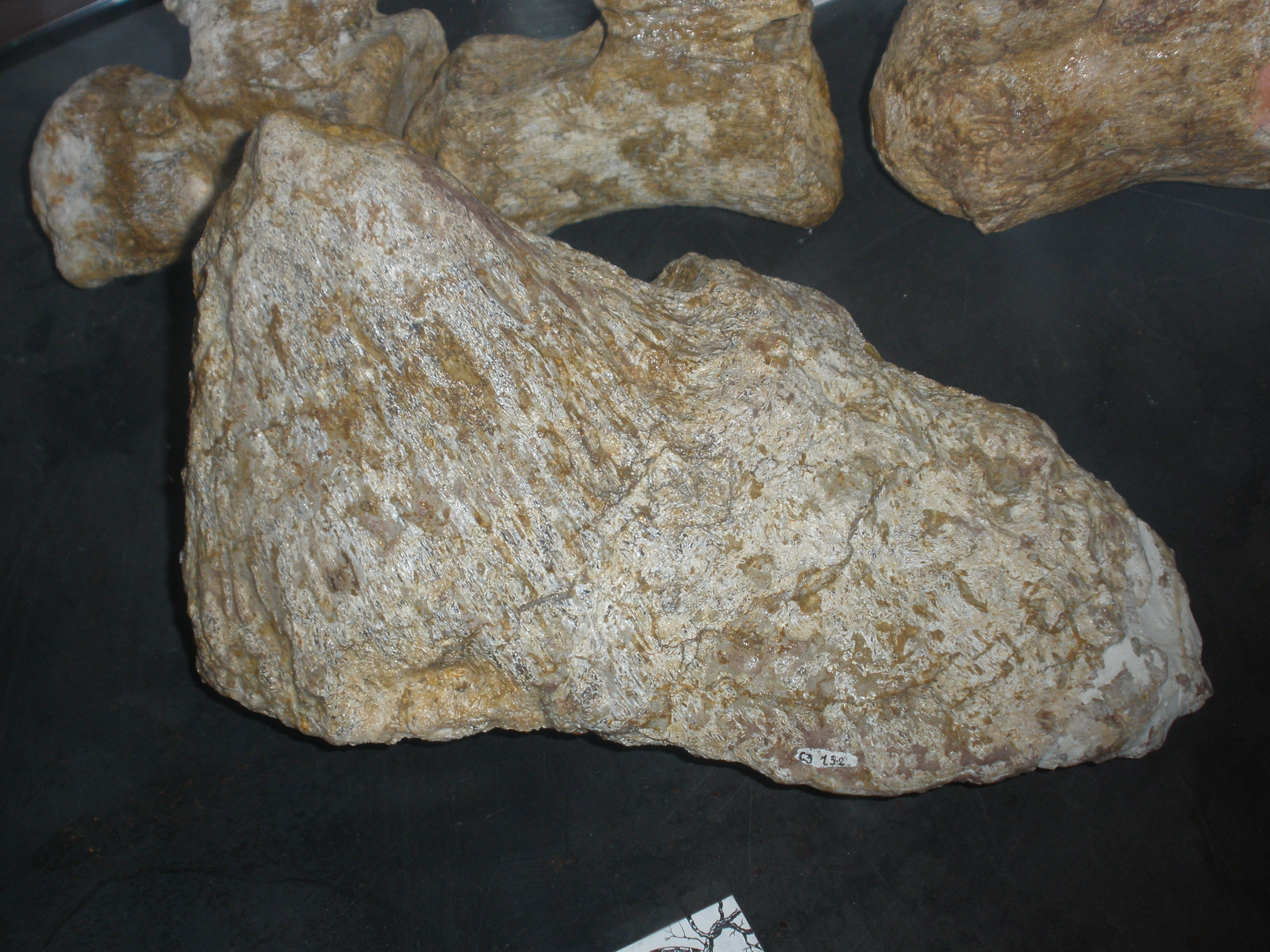
Osteoderma

O paleontólogo francês Jean Le Loeuff descreveu e nomeou este dinossauro pela primeira vez em 1995. O nome do gênero é derivado das palavras gregas Ampelos, significando "videira", e saurus ("lagarto"), porque os restos fósseis originais foram encontrados perto do vinhedo de Blanquette de Limoux, no sul da França. Há uma espécie,  nomeada A. atacis devido à proximidade do local com o rio Aude, chamado Atax em latim.
O Ampelosaurus foi originalmente encontrado perto do município de Campagne-sur-Aude, no departamento de Aude. Foi recuperado nos níveis inferiores da Formação Rouges Marnes, que pertence à época do início do Maastrichtiano do período Cretáceo Superior (há cerca de 74 a 70 milhões de anos). Estes sedimentos representam uma planície antiga com numerosos canais fluviais.
Os primeiros resquícios foram encontrados em um depósito de ossos sedimentados, descoberto em 1989. Nele foram encontradas várias costelas e vértebras das costas e da cauda, assim como muitos ossos dos membros, mas, com exceção de um dente, nenhum material do craniano. Quatro osteodermos de diferentes tamanhos e formas também foram recuperados no local. Este material provem de vários indivíduos diferentes. Desde 1989, mais material foi descoberto na mesma região da França, incluindo um esqueleto relativamente completo, com alguns elementos do crânio e do maxilar inferior (Le Loueff, 2005).
Características das vértebras da cauda e presença de osteodermos indicam que Ampelosaurus pertence ao Lithostrotia, um grupo de titanossaurianos derivados, que também inclui o Alamosaurus e o Saltasaurus (Upchurch et al., 2004). No entanto, isso não foi demonstrado de forma conclusiva, uma vez que o Ampelosaurus nunca foi incluído em uma análise cladística.
Um esqueleto completo de Ampelosaurus pode ser visto no Dinosauria, um museu especializado em dinossauros e situado na mesma área onde o esqueleto foi descoberto.

## Biogeografia
O Ampelosaurus é, atualmente, o mais conhecido saurópode da Europa. Outros integrantes desse grupo incluem o Magyarosaurus, da Hungria, e uma espécie não identificada da Catalunha. Um grande número de fragmentos e ossos encontrados isoladamente podem ou não pertencer a qualquer uma destas formas (Le Loeuff, 1995). Enquanto a maioria dos titanossauros são encontradas nos continentes meridionais de Gondwana, várias espécies derivadas foram descobertas em sedimentos do Maastrichtiano no hemisfério Norte, incluindo o Alamosaurus, na América do Norte e, na Ásia, o Opisthocoelicaudia, indicando que deve ter havido conexões, mesmo que intermitentes, entre os continentes do sul e do norte. Corrobora para essa hipótese a descoberta europeia do Tarascosaurus, um dinossauro terópode do Cretáceo semelhante aos abelisaurídeos, conhecidos apenas nos continentes do sul (Le Loeuff & Buffetaut, 1991).